# Menschen für Menschen
Menschen für Menschen ist eine von Karlheinz Böhm (1928–2014) gegründete Hilfsorganisation, die in Äthiopien langfristig angelegte Hilfsprojekte (Hilfe zur Selbsthilfe) durchführt. In Europa ist Menschen für Menschen in vier Ländern mit jeweils einer eigenen Organisation vertreten: in Deutschland und der Schweiz als Stiftung, in Österreich und Belgien als Verein. Die Landesorganisationen sammeln unabhängig voneinander Spenden und betreiben Informations- und Öffentlichkeitsarbeit im eigenen Land.
Die Stiftung in Deutschland finanziert gemeinsam mit den Vereinen in Österreich und Belgien sogenannte integrierte ländliche Entwicklungsprojekte in Äthiopien. Dabei werden Maßnahmen aus den Bereichen Landwirtschaft, Wasser, Bildung, Infrastruktur und Gesundheit in ländlichen Distrikten miteinander verzahnt. Die Arbeit in Äthiopien wird von einem Projekt-Koordinationsbüro in Addis Abeba organisiert.
Die Stiftung Menschen für Menschen Schweiz geht seit 2014 eigene Wege. Sie führt ihre Hilfsprojekte selbstständig mit lokalen Partnerorganisationen in Äthiopien durch und hat ihre Projektarbeit auf städtische Slums ausgedehnt.

## Geschichte

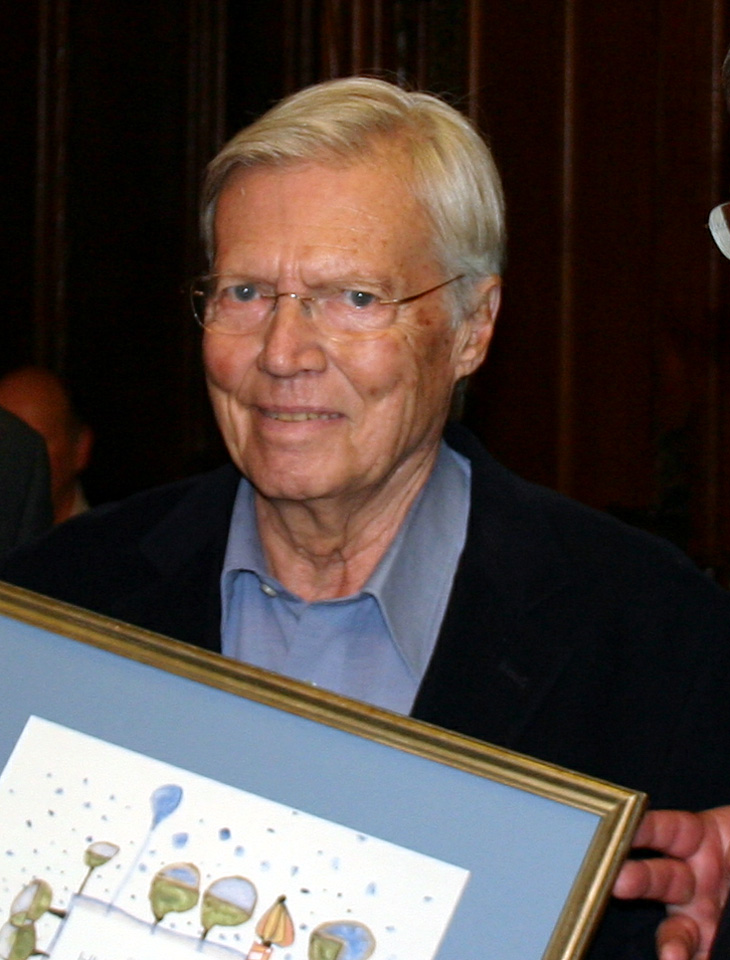
Karlheinz Böhm (2008)

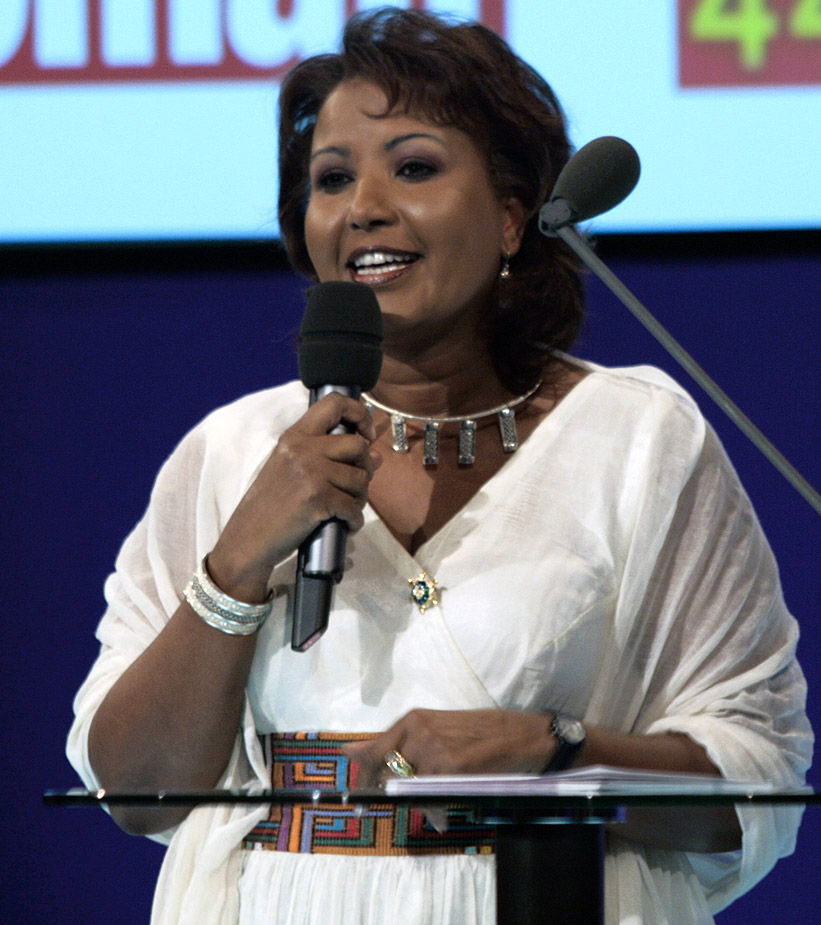
Almaz Böhm (2009)

Angesichts der Hungersnot in der Sahelzone wettete Böhm am 16. Mai 1981 in der Fernsehshow Wetten, dass..?,
dass nicht einmal ein Drittel der geschätzt 6 bis 7 Millionen Zuschauer in der Bundesrepublik Deutschland, Österreich und der Schweiz bereit sei, nur eine Mark oder sieben Schilling oder einen Schweizer Franken zu spenden. Er wolle diese Wette verlieren. Er werde dann mit dem gespendeten Geld in Afrika dafür sorgen, „dass wir mindestens ein Dreivierteljahr oder gar ein Jahr kein Kind hungers sterben sehen“.
Das Spendenziel wurde nicht erreicht, Böhm gewann somit seine Wette, aber es kamen rund 1,2 Millionen DM zusammen. Böhm bot daraufhin den Ländern Tschad, Sudan und Äthiopien seine Hilfe an. Von diesen reagierte Äthiopien als erstes auf sein Hilfsangebot. Im Oktober 1981 flog Böhm erstmals nach Äthiopien. Am 13. November 1981 gründete er die Organisation Menschen für Menschen.
Das erste Hilfsprojekt widmete sich im Jahr 1982 der Ansiedlung von etwa 1500 Halbnomaden des Stammes der Hauiwa in Babile, Ost-Äthiopien. Gemeinsam mit diesen Menschen wurden im Erer-Tal vier neue Dörfer erbaut.
Im Dezember 1984 erklärte sich Böhm bereit, für die Verteilung der in Deutschland eingegangenen Spenden für Bob Geldofs Band Aid-Projekt zu sorgen.
Ab 1999 übernahm seine engste Beraterin und Ehefrau, die Agrarexpertin Almaz Böhm, leitende Funktionen bei Menschen für Menschen in Deutschland und Österreich, zuletzt von 2011 bis 2013 jeweils als Vorsitzende des Vorstands. Anschließend repräsentierte sie die Organisation ab Mai 2014 zwei Jahre lang als Schirmherrin.
Bei einer Fernsehgala (ZDF und ORF) im Jahr 2002 spendeten die Zuschauer mehr als 5,8 Millionen Euro.
Im Jahr 2006 gingen anlässlich des 25. Jahrestages und in Anlehnung an die Entstehungsgeschichte von Menschen für Menschen 21 deutsche Städte, vertreten durch ihre Oberbürgermeister, mit Karlheinz Böhm folgende Wette ein: „Ich wette, dass mindestens jeder dritte Einwohner meiner Stadt zwischen dem 1. April und 11. Mai 2006 für Karlheinz Böhms Äthiopienhilfe Menschen für Menschen einen Euro spendet.“ Die Städte Passau, Pfaffenhofen, Friedrichshafen, Koblenz, Mannheim, Darmstadt, Offenburg, Weimar, Neuburg, Wolfsburg, Heidelberg, Radolfzell, Karlsruhe, Augsburg, Mainz, Nürnberg, München, Bremen und Wiesbaden haben die Wette gewonnen. Von dem Erlös aus 2.072.780 Euro konnten zehn Schulen in Äthiopien gebaut werden.
Bei der ZDF-Fernsehgala Alles Gute Karlheinz Böhm – Ein Leben für Afrika (2008) spendeten die Fernsehzuschauer über 7,4 Millionen Euro.
Bis 2011 (in den ersten 30 Jahren) erhielt Menschen für Menschen aus den vier Geberländern Deutschland, Österreich, Schweiz und Belgien insgesamt rund 415 Millionen Euro.
Das Bildungsprogramm ABC-2015 lief von 2008 bis Ende 2015. Schulen in Äthiopien wurden gebaut und eingerichtet, Lehrer weitergebildet. Ein Teil des Bildungsprogramms war ab 2009 die Kampagne Generation ABC-2015, die als Jugendprojekt Schulklassen in Deutschland zum Mitmachen motivierte. Sara Nuru und die Band Killerpilze engagierten sich als Jugendbotschafter für die Kampagne, bei der junge Leute mehr als 500.000 Euro Spenden sammelten. 2016 begann das aktuelle Jugendprojekt „High Five 4 Life“.
Im Mai 2021 verbot der deutsche Bundesinnenminister Horst Seehofer einen namensgleichen Verein, der den rechtlich geschützten Namen „Menschen für Menschen“ widerrechtlich genutzt und mit gesammelten Spendengeldern Hisbollah-Kämpfer im Libanon unterstützt hatte.

## Struktur in Europa

### Deutschland
Am 13. November 1981 gründete Karlheinz Böhm den Verein Stiftung Menschen für Menschen e. V. in München. 2003 wurde der Verein in die Stiftung Menschen für Menschen – Karlheinz Böhms Äthiopienhilfe umgewandelt, eine Stiftung des bürgerlichen Rechts mit Sitz in München. Den Vorstand bilden Sebastian Brandis und Benjamin Freiberg. Vorsitzende des Stiftungsrats ist Ingrid Sollerer.

### Österreich
Der österreichische Verein Menschen für Menschen – Karlheinz Böhms Äthiopienhilfe wurde am 20. Oktober 1983 gegründet. Der Verein hat seinen Sitz in Wien. Als Vorstand fungieren Alexandra Bigl und Markus Schwarz-Herda. Der österreichische Verein finanziert seit 1997 eigenständig Projekte, derzeit in fünf Regionen (Stand 2025).

### Schweiz
Im Jahr 1989 gründeten Karlheinz Böhm und Rolf Knie gemeinsam die Stiftung Menschen für Menschen Schweiz mit Sitz in Zürich. Präsident des Stiftungsrates ist Boris Blaser. Rolf Knie ist heute Ehrenpräsident. Im September 2014 beendete die Schweizer Stiftung die Zusammenarbeit mit der deutschen Stiftung und führt seither eigenständig Projekte durch.

### Belgien
Der Verein Menschen für Menschen – Belgien VoG mit Sitz in St. Vith wurde im Jahr 1994 gegründet und ist seit 2004 als gemeinnützig anerkannt.

## Äthiopien
Die Angaben in diesem Abschnitt beziehen sich auf die von Menschen und Menschen in Deutschland, Österreich und Belgien finanzierten Projekte. Zur Projektarbeit der Schweizer Stiftung siehe Menschen für Menschen Schweiz.

### Mitarbeiter in Äthiopien
In Äthiopien beschäftigt Menschen für Menschen rund 640 Mitarbeiter in der Projektarbeit (Stand 2022). 59 weitere Mitarbeiter sind im zentralen Projekt-Koordinationsbüro Addis Abeba tätig, von wo aus alle Maßnahmen in den Projektregionen koordiniert werden. Formell ist das Projekt-Koordinationsbüro eine Betriebsstätte der deutschen Stiftung.

### Projektschwerpunkte / Bilanz
Zu den Erfolgen der Projektarbeit gibt die deutsche Stiftung folgende Zahlen an (Stand Juli 2022):
| - 744 Baumschulen - Produktion und Verteilung von 279 Millionen Baumsetzlingen - 14.458 Hektar großflächige Aufforstungsgebiete - 7.752 Kilometer Reihenpflanzungen zur Bodenkonservierung - 58.771 Kilometer Terrassen und Steinwälle - 307.238 holzsparende Öfen - Neu angelegte Gemüsegärten für 21.922 Haushalte - 20.599 moderne Bienenstöcke - 30 Veterinärstationen - 2.766 Wasserstellen - 100 Wasserreservoire - Wasserversorgung für 8 Kleinstädte | - 463 Schulen neu gebaut oder erweitert - 5 Berufsbildungszentren - 4 Schülerwohnheime - 364.891 Teilnehmer der Alphabetisierungsprogramme - 144.165 Teilnehmer der landwirtschaftlichen Weiterbildungskurse - 2.730 Absolventen (Bachelor) des „Agro Technical and Technology College“ - 3830 Kilometer Straßen und Zufahrtswege - 18 Brücken - 1 Kinder- und Jugendheim | - 3 Krankenhäuser - 103 Gesundheitseinrichtungen - 39 Krankenwagen - 69.037 Augenoperationen - 10.541 Teilnehmer an Aufklärungskursen - Verhütungsmittel für 908.860 Frauen - 37.340 Teilnehmer an Schulungen zu AIDS-Prävention und Krankenpflege - 7.085 Mitglieder in Anti-AIDS-Clubs an Schulen - 574 große Aufklärungsveranstaltungen zu HIV/AIDS - Mikrokredite für 30.347 Frauen - Hauswirtschaftliche Weiterbildung für 107.839 Frauen - Handwerkliche Kurse für 6.062 Frauen |

Der Verein Menschen für Menschen in Belgien sammelte seit seiner Gründung mehr als eine Million Euro. Damit konnten zwei Gesundheitsstationen und der Bau von vier Schulen finanziert werden, ferner Handpumpen und Brunnen für die Versorgung von mehr als 7000 Menschen mit sauberem Trinkwasser (Stand 2022).

## Transparenz

### Deutschland
Menschen für Menschen in Deutschland trägt seit 1993 das DZI-Spenden-Siegel. Seit 2013 gehört die deutsche Stiftung Menschen für Menschen zu den Unterzeichnern der Initiative Transparente Zivilgesellschaft. Die Stiftung Warentest untersuchte zusammen mit dem DZI im Jahr 2014 speziell Spendenorganisationen von Prominenten auf Kriterien wie Kosteneffizienz, Transparenz sowie Leitung und Kontrolle; zusammen mit drei anderen „Promi-Spendenorganisationen“ schnitt die deutsche Stiftung von Karlheinz Böhm besonders gut ab.
Die Stiftung überprüft ihre Mittelverwendung und die Projektarbeit auch durch internes Controlling und Qualitätsmanagement. Die Finanzen werden von einem unabhängigen Wirtschaftsprüfer kontrolliert. Sämtliche Jahresberichte seit 2011 sind auf der Website der Stiftung abrufbar. Ferner informiert die Stiftung ihre Spender vierteljährlich mit der Zeitschrift Nagaya Magazin.

### Österreich
Menschen für Menschen in Österreich trägt das Österreichische Spendengütesiegel seit dessen Einführung im November 2001.
Die Evaluierung einzelner Projekte konnte deren Effektivität nachweisen. Beispielsweise erbrachten laut einem Kompetenzzentrum der Wirtschaftsuniversität Wien Projekte für Frauen, die von 2011 bis 2013 in einer Projektregion durchgeführt wurden, mit einem SROI-Wert von 26,6 einen großen gesamtgesellschaftlichen Nutzen („Sozialrendite“). Dasselbe Kompetenzzentrum der Wirtschaftsuniversität Wien und die Beratungsorganisation FAKT untersuchten die Nachhaltigkeit der Maßnahmen in einem Projektgebiet und kamen zu dem Ergebnis, dass die positiven Wirkungen fünf Jahre nach dem Abschluss des Projekts anhielten. Im Frühjahr 2017 ergab eine Auswertung der Maßnahmen zur Eindämmung des Trachoms in zwei Projektregionen, dass die Zahl der betroffenen Kinder im Alter unter 10 Jahren von ursprünglich 62 % auf 6,2 % bzw. von ursprünglich 50 % auf 3,2 % gesenkt werden konnte.
Sämtliche Jahresberichte seit 2004 sind im Internet abrufbar. Wie die deutsche Stiftung veröffentlicht Menschen für Menschen in Österreich weitere Informationen in einer vierteljährlichen Zeitschrift. Diese heißt ebenfalls Nagaya Magazin.

## Ehrungen (Auswahl)
Die Bundesrepublik Deutschland zeichnete Karlheinz Böhm 2001 mit dem Bundesverdienstkreuz (Großkreuz mit Stern) aus. Michail Gorbatschow überreichte ihm 2002 den World Social Award. In Österreich erhielt er 2002 das Große Goldene Ehrenzeichen für Verdienste um die Republik Österreich. Die äthiopischen Universitäten in Jimma und Alemaya verliehen ihm 2003 zwei Ehrendoktorwürden. Der äthiopische Premierminister Meles Zenawi würdigte den Einsatz von Böhm im Oktober 2003 mit der Verleihung der ersten Ehrenstaatsbürgerschaft seines Landes. 2007 wurde ihm der Balzan-Preis für Humanität, Frieden und Brüderlichkeit unter den Völkern zuerkannt. Für das Engagement von Menschen für Menschen bei der Versorgung Äthiopiens mit Trinkwasser wurde Böhm mit dem Internationalen Hundertwasserpreis 2008 geehrt. Zudem erhielt er 2008 die Berlinale Kamera sowie den Bayerischen Verdienstorden. 2009 erhielt er den österreichischen Save the World Award. Im selben Jahr wurde er für sein soziales Engagement mit dem UNESCO-Ehrenpreis geehrt.